# Pi Mensae
Pi Mensae è una stella nana gialla situata nella costellazione della Mensa, distante circa 60 anni luce dal sistema solare. Ha una massa e un raggio leggermente maggiori a quelli del Sole, rispettivamente dell'11% e del 13%. Di magnitudine 5,67, la stella può essere scorta a occhio nudo in zone prive di inquinamento luminoso. 
Nel 2001 venne scoperto un pianeta extrasolare orbitare attorno ad essa, Pi Mensae b, un gigante gassoso con una massa 10 volte superiore a quella di Giove. Nel 2018 invece, con il metodo del transito e tramite il telescopio spaziale TESS, è stato scoperto un pianeta del tipo super Terra, Pi Mensae c.
Nel 2020, studi effettuati in follow-up seguenti ai dati di TESS utilizzando lo spettrografo ESPRESSO presso il Very Large Telescope, è stato possibile caratterizzare tridimensionalmente il sistema planetario; ottenendo cioè le inclinazioni orbitali dei corpi coinvolti unitamente a stime reali delle masse planetarie.

## Caratteristiche
π Mensae è una stella di classe G0 un po' più grande e calda del Sole, la sua temperatura superficiale è attorno ai 6000 K mentre la massa e il raggio sono superiori a quelli del Sole di circa il 10%. Pare sia più giovane del Sole, con un'età che a seconda dei diversi studi è stata stimata da 2 a 4 miliardi di anni.

## Sistema planetario
Pi Mensae b è stato scoperto il 15 ottobre 2001 con il metodo della velocità radiale. Si tratta di un pianeta super-Gioviano estremamente massiccio che ruota attorno alla propria stella su un'orbita molto eccentrica, che compie in 2151 giorni a una distanza media di 3,38 UA. Gli astronomi pensano che a causa della sua massa e alta eccentricità, possa aver perturbato le orbite di eventuali pianeti terrestri che si formarono nella zona abitabile della stella, scagliandoli nel mezzo interstellare o verso la stella stessa. In studi del 2020 e 2021 la sua massa è stata stimata in oltre 12 volte quella di Giove, 14,1 MJ da Damasso et al. e 12,9 da Venner et al., e quindi potrebbe trattarsi di una nana bruna piuttosto che un pianeta gigante, in grado di innescare la fusione del deuterio al suo interno. 
A settembre 2018 la NASA ha pubblicato un documento in preprint in cui ha dichiarato la scoperta del primo esopianeta osservato dal telescopio spaziale TESS, a seguito del compimento del suo primo settore di osservazione. Il pianeta, Pi Mensae c, consisterebbe in una super-terra o un nano gassoso avente diametro di circa 2,14 volte la terra, massa di 4,82 volte e orbitante a circa 0,07 ua. Il pianeta è stato confermato a novembre 2018.
Nel marzo 2022 è stata annunciata la scoperta di un terzo pianeta, Pi Mensae d, posto a una distanza intermedia rispetto agli altri due pianeti, avente un periodo orbitale di circa 125 giorni e una massa minima di 13,38±1,35 M⊕. La scoperta di quest'ultimo pianeta è avvenuta con il metodo della velocità radiale tramite osservazioni compiute con lo spettrografo HARPS dell'ESO.

### Prospetto del sistema
| Pianeta | Massa            | Raggio  | Periodo orb.  | Sem. maggiore | Eccentricità | Incl. orbita | Scoperta |
| ------- | ---------------- | ------- | ------------- | ------------- | ------------ | ------------ | -------- |
| c       | 4,82 ± 0,85 M⊕   | 2,14 R⊕ | 6,2682 giorni | 0,06839 UA    | 0            | 87,27°       | 2018     |
| d       | 13,38±1,35 M⊕    | —       | 124,64 giorni | —             | 0,22±0,08    | —            | 2022     |
| b       | 12,9+2,1 −1,7 MJ | —       | 2091 giorni   | 3,308 UA      | 0,64         | —            | 2001     |